# Ludwig Beissner
Ludwig Beissner (Ludwigslust, 6 luglio 1843 – 21 dicembre 1927) è stato un botanico tedesco.

## Biografia
Dal 1887 al 1913, Beissner fu ispettore dei giardini botanici di Bonn. Fu autore di un libro di testo sui legni duri ("Handbuch der Laubholz-Benenung") e di uno studio sui legni teneri ("Handbuch der Nadelholzkunde"), quest'ultimo lavoro pubblicato in tre edizioni (1891, 1909 e 1930).

## Published works
- Handbuch der Coniferen-Benennung : Systematische Einteilung der Coniferen und Aufzählung aller in Deutschland, 1887.
- Handbuch der Laubholz-Benenung. Systematische und alphabetische Liste aller in Deutschland ohne oder unter leichtem Schutz im freien Lande ausdauernden Laubholzarten und Formen mit ihren Synonymen, 1903 - Handbook of hardwood designation, etc. (con Ernst Schelle and Hermann Zabel).
- Handbuch der Nadelholzkunde; Systematik, Beschreibung, Verwendung und Kultur der Ginkgoaceen, Freiland-koniferen und Gnetaceen, für Gärtner, Forstbeamte und Botaniker, 1930 (con Jost Fitschen, Heinrich Klebahn & H Luyken).